# الوجهة النهائية 2
الوجهة النهائية 2 (بالإنجليزية: 2 Final Destination)‏، فيلم رعب خارق للطبيعة وتتمة لفيلم الوجهة النهائية 1، الفيلم من إخراج ديفيد آر.أليس وكتابة «جيفري ريديك» و«إيريك بريس» و«جي.ماكاي غروبر». يصور الفيلم شابة مراهقة قامت بخداع الموت بعد أن شعرت بتحذير مسبق لها ولآخرين معها بأنهم سوف يموتون بحادث سير مروع على طريق سريع، وتقوم باستخدم هذا التحذير لإنقاذ نفسها وعدد من الأشخاص الآخرين، لكن الموت يبقى يطاردهم بعد هذا الحادث لأن حياتهم ينبغي أن تنتهي.

## القصة
الجزء الثاني من سلسلة الوجهة النهائية، تدور أحداثه بعد عام من حادث الطائرة 180.كيمبرلى كولمان وأصدقائها كانوا في طريقهم إلى شاطئ ديتونا وأثناء الرحلة شعرت كيمبرلى بحدث مسبق وشعورها بحادث على طريق 23 يقتل كل من عليه وستخبر الضابط بما راته ومن بعد الحادث كيمبرلى تظل خائفة ثم سيموت ديفن أثناء هروبه من حريق المنزل يصدمه السلم، ستزور كيمبرلى كلير آخر ناجية من حادث الطائرة 180 داخل مصحة نفسية ترفض كلير مساعدة كيمبرلى ولكنها حذرت كيمبرلى من العلامات، تذهب هي والشرطى إلى نورا وابنها ولكن سيصلان متأخر ويتوفى ابن نورا في حادث مروع وتليه نورا ويتوقعان ايزبيلا هي منقذتهم لانها ستلد طفل وهو الذي سيخرب خطة الموت ولكن بعد وصولهم لنورا ستعلم كيمبرلى انها لم تموت في الحادث أثناء وصولهم لايزابيلا يموتان كلهم ما عدا كميبرلى والضابط وكلير ولكن يراود كيمبرلى رؤية انها هي من في السيارة وتقع ى حريق داخل في البحيرة وعندها ستموت كلير داخل المشفى.

## وصلات خارجية
- الوجهة النهائية 2 على موقع IMDb (الإنجليزية)
- الوجهة النهائية 2 على موقع ميتاكريتيك (الإنجليزية)
- الوجهة النهائية 2 على موقع روتن توميتوز (الإنجليزية)
- الوجهة النهائية 2 على موقع نتفليكس (الإنجليزية)
- الوجهة النهائية 2 على موقع قاعدة بيانات الأفلام العربية
- الوجهة النهائية 2 على موقع ألو سيني (الفرنسية)
- الوجهة النهائية 2 على موقع Turner Classic Movies (الإنجليزية)
- الوجهة النهائية 2 على موقع أول موفي (الإنجليزية)
- الوجهة النهائية 2 على موقع بوكس أوفيس موجو (الإنجليزية)
- الوجهة النهائية 2 على موقع فيلمافينيتي (الإسبانية)